# حمل الله

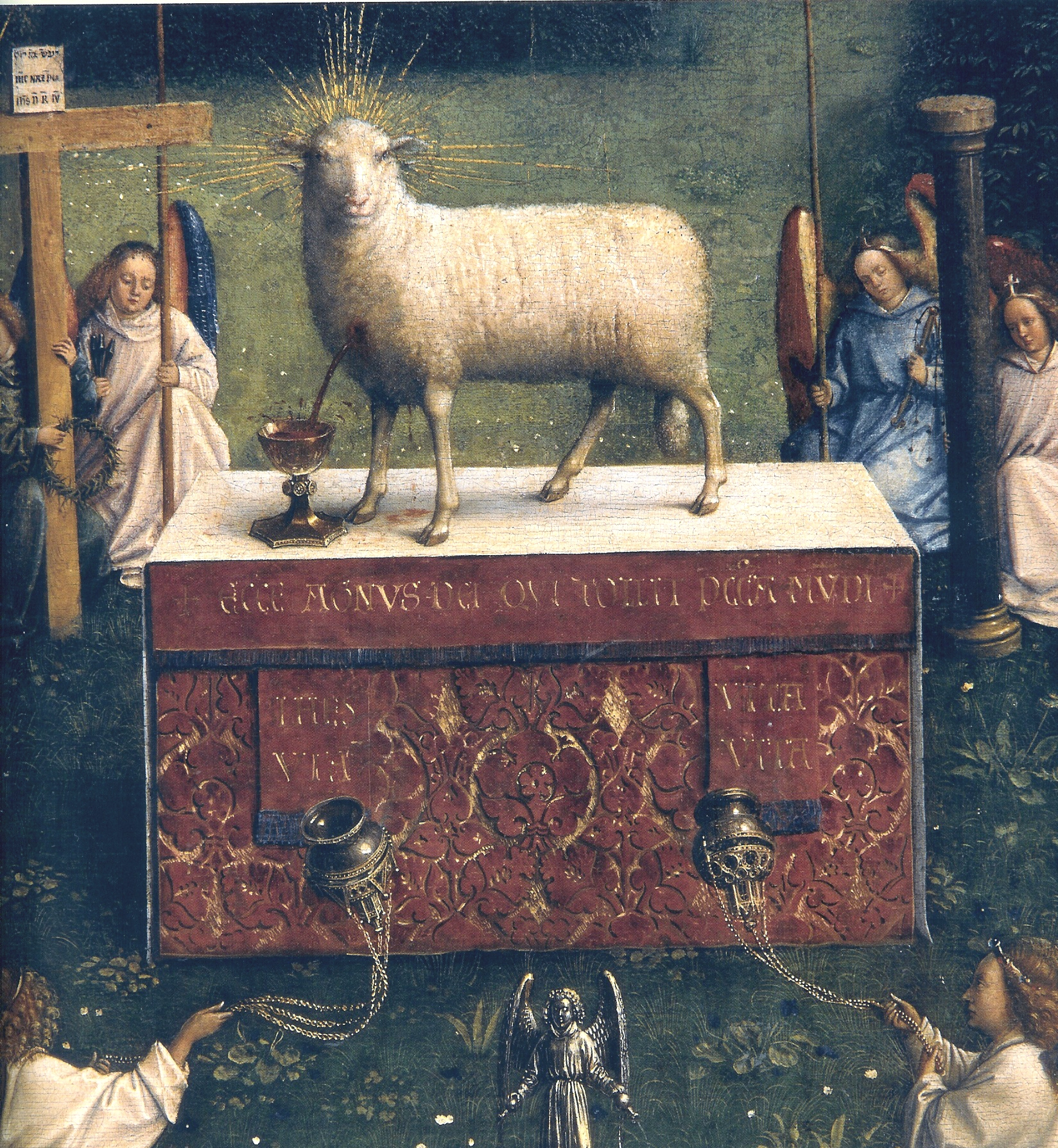
تقديس الحمل للفنان يان فان آيك

حمل الله أو حمل الرب وابن الإنسان هما لقبان من ألقاب يسوع في العهد الجديد والمسيحية. وحمل الله (في اللغة اللاتينية: Agnus Dei) أيضا إحدى الصلوات الكاثولیكیة.